# Søster von Knuth
Søster von Knuth (* 14. August 1658 als Søster Lerche in Kopenhagen; † 29. März 1723 oder 1729 auf Knuthenborg) war eine dänische Adelsdame und Gutsherrin.

## Leben
Søster Lerche wurde 1658 als Tochter des Stiftamtmannes Cornelius Pedersen Lerche und Anne Kirstine Friis’ geboren. Der Vater, ein erfolgreicher Diplomat und Gutsherr auf Lolland, wurde 1660 geadelt. Im Alter von 19 Jahren heiratete Søster Lerche Eckhard Christoph von Knuth aus dem mecklenburgischen Uradelsgeschlecht Knuth, der rasch gesellschaftlichen Aufstieg erlebte. Eckhard von Knuth kaufte 1681 die Güter Årsmarke und Bandholmgård auf Lolland. Später erweiterte er die Besitzungen. 1697, als Søster von Knuth 39 Jahre alt war, starb Christopher und seine Frau verwaltete die Güter von nun an und kümmerte sich um ihre acht lebenden Kinder. 1701 wurde sie Mitbesitzerin und schließlich alleinige Eignerin Havløkkegårds, einem kleineren Stück Land in der Nähe Knuthenborgs. Sie führte ein Leben als mächtige Gutsherrin, gründete eine Schule und bemühte sich, ihre Kinder an gute Partien zu verheiraten sowie ihnen eine gute Bildung zu ermöglichen. 1714 gelang es ihr, für ihren Sohn Adam Christoph von Knuth die neu geschaffene Grafschaft Knuthenborg zu erlangen.

## Nachkommen
- Anne Christine von Knuth (* ca. 1678; † 10. Dezember 1723)
- Charlotte Amalie von Knuth (* ca. 1679; † ca. 1730)
- Kind unbekannten Namens (* nach 1677; † 2. September 1685)
- Christian Frederik von Knuth (* 8. März 1681; † 13. oder 14. Juni 1703)
- Elisabeth Sophie von Knuth (* 15. Mai 1682; † 21. Dezember 1684)
- Cornelia von Knuth (* 19. Februar 1684; † 1736)
- Elisabeth Sophie von Knuth (* 15. September 1685; † 3. August 1742)
- Lehnsgraf Adam Christoph von Knuth-Knuthenborg (* 28. August 1687; † 23. Januar 1736)
- Jacobine Ernestine von Knuth (* 6. Februar 1689; † 21. April 1743)
- Jacob Levin von Knuth (* 12. August 1690; † 26. März 1694)
- Eleonore Margrethe von Knuth (* 1691; † 8. Mai 1767)

## Endnoten
1. ↑  Vgl.finnholbek.dk: Søster Lerche, abgerufen am 13. November 2019; reventlow.dk: Søster Lerche, abgerufen am 13. November 2019.
2. ↑  Vgl. Dansk Kvindebiografisk Leksikon: Søster Lerche (1658 - 1729).

| Vorgänger                   | Amt                                   | Nachfolger               |
| --------------------------- | ------------------------------------- | ------------------------ |
| Eckhard Christoph von Knuth | Verwalterin von Knuthenborg 1697–1714 | Adam Christoph von Knuth |

| Personendaten    | Personendaten                     |
| ---------------- | --------------------------------- |
| NAME             | Knuth, Søster von                 |
| ALTERNATIVNAMEN  | Lerche, Søster (Geburtsname)      |
| KURZBESCHREIBUNG | dänische Adelsdame und Gutsherrin |
| GEBURTSDATUM     | 14. August 1658                   |
| STERBEDATUM      | 29. März 1723 oder 29. März 1729  |